# Кампобасо
Кампобасо (итал. Campobasso) је важан град у Италији. Кампобасо је управно средиште покрајине Молизе у јужном делу државе и главни град истоименог Округа Кампобасо.
Кампобасо је познат по древном такмичењу у мачевању, које се дешава сваке године од 14. века. Такође околина града позната је по узгајању крушака.

## Порекло назива
Назив Кампобаса води порекло од латинских речи „Кампус Вазорум“ (итал. Campus vassorum), што у преводу значи „седиште вазала“.

## Природне одлике
Кампобасо се налази у јужном Италији. Од престонице Рима град је удаљен 230 км источно, а од Напуља 160 км североисточно.
Рељеф: Кампобасо се развио на веома високо постављеној висоравни у средишњим Апенинима. Надморска висина града је око 700 м надморске висине и то је један од највиших градова у држави. Град је окружен Самнитским Апенинима.
Клима: Клима у Кампобасу је умерено континентална због знатне надморске висине. Она је много оштрија него у градовима у окружењу, који су близу мора и на мањој надморској висини. Снег у граду је редовна зимска појава, што је веома ретко у јужној Италији.
Воде: Кампобасо је постављен веома високо и стога град нема већих водотока, већ кроз град протиче неколико малих потока.

## Историја
Град Кампобасо није стар за услове Италије. Насеље на овом месту се први пут јавља у 8. веку. Претпостваља се да је то у почетку било утврђење тада владајућих Лангобарда. Владари из Краљевства Две Сицилије изградили су утврђено насеље у тежњи да осигурају власт у овом несигурном делу своје краљевине. Град, као веома утврђено и стога сигурно место, је убрзо постао важно политичко средиште Краљевства Две Сицилије.
Кампобасо је припојен 1860. године новооснованој Италији. 1963. године постао је и главни град новоосноване покрајине Молизе. Град је тешко страдао у борбама током Другог светског рата.

## Географија
| Клима (Кампобасо)          | Клима (Кампобасо) | Клима (Кампобасо) | Клима (Кампобасо) | Клима (Кампобасо) | Клима (Кампобасо) | Клима (Кампобасо) | Клима (Кампобасо) | Клима (Кампобасо) | Клима (Кампобасо) | Клима (Кампобасо) | Клима (Кампобасо) | Клима (Кампобасо) | Клима (Кампобасо) |
| Показатељ \ Месец          | .Јан.             | .Феб.             | .Мар.             | .Апр.             | .Мај.             | .Јун.             | .Јул.             | .Авг.             | .Сеп.             | .Окт.             | .Нов.             | .Дец.             | .Год.             |
| -------------------------- | ----------------- | ----------------- | ----------------- | ----------------- | ----------------- | ----------------- | ----------------- | ----------------- | ----------------- | ----------------- | ----------------- | ----------------- | ----------------- |
| Средњи максимум, °C (°F)   | 7,1 (44,8)        | 7,2 (45)          | 10,3 (50,5)       | 14,0 (57,2)       | 21,2 (70,2)       | 27,0 (80,6)       | 29,2 (84,6)       | 28,3 (82,9)       | 24,2 (75,6)       | 19,2 (66,6)       | 16,2 (61,2)       | 8,1 (46,6)        | 29,2 (84,6)       |
| Средњи минимум, °C (°F)    | 1,2 (34,2)        | 1,3 (34,3)        | 3,2 (37,8)        | 6,4 (43,5)        | 13,2 (55,8)       | 16,2 (61,2)       | 20,0 (68)         | 17,0 (62,6)       | 13,0 (55,4)       | 11,2 (52,2)       | 7,2 (45)          | 3,1 (37,6)        | 1,2 (34,2)        |
| Количина падавина, mm (in) | 55 (21,7)         | 60 (23,6)         | 50 (19,7)         | 51 (20,1)         | 47 (18,5)         | 35 (13,8)         | 20 (7,9)          | 18 (7,1)          | 45 (17,7)         | 58 (22,8)         | 81 (31,9)         | 63 (24,8)         | 583 (229,6)       |
| [ тражи се извор ]         |                   |                   |                   |                   |                   |                   |                   |                   |                   |                   |                   |                   |                   |

## Становништво
Према резултатима пописа становништва 2011. у општини је живело 48.747 становника.
| 1931.  | 1936.  | 1951.  | 1961.  | 1971.  | 1981.  | 1991.  | 2001.  | 2011.  |
| ------ | ------ | ------ | ------ | ------ | ------ | ------ | ------ | ------ |
| 19.955 | 22.525 | 28.678 | 34.011 | 41.782 | 48.291 | 50.941 | 50.762 | 48.747 |

2008. године. Кампобасо је имао око 51.000 становника, 3 пута више у односу на почетак 20. века. Последњих година број странвоника у граду стагнира.

## Партнерски градови
- Бања Лука
- Беневенто
- Витербо
- Отава
- Владимир
- Вастођирарди
- Љеш

## Галерија
- Стара градска улица
- Замак Монфорте
- Градски фестивал
- Снег је честа зимска појава у граду